# Stipa thurberiana
Stipa thurberiana är en gräsart som beskrevs av Charles Vancouver Piper. Stipa thurberiana ingår i släktet fjädergrässläktet, och familjen gräs. Inga underarter finns listade i Catalogue of Life.